# ICarly
iCarly é  uma série de televisão americana de comédia sitcom criada por Dan Schneider e protagonizada por Miranda Cosgrove. Apesar de ter sido finalizada em 2012, a série ainda é uma das séries de maior audiência da Nickelodeon.
A história retrata a vida de Carly Shay e Sam Puckett, duas melhores amigas de 13 anos que acidentalmente se tornam estrelas da internet junto com seu produtor técnico Freddie Benson, que decidem criar um programa na Internet com o nome de iCarly.
Exibida originalmente pela rede de televisão Nickelodeon entre 8 de setembro de 2007 e 23 de novembro de 2012, num total de 109 episódios divididos em 7 temporadas. O programa foi exibido em dezenas de países, e suas estreias e reprises continuam com boas audiências. Entre 2009 e 2011, a série foi nomeada para o Emmy Award e arrecadou cinco prêmios Nickelodeon Kids' Choice Awards durante quatro anos consecutivos.
Em junho de 2021 estreou no Paramount+ o revival da série, incluindo Miranda Cosgrove, Jerry Trainor e Nathan Kress como protagonistas.

## Enredo
Uma garota de 13 anos de idade chamada Carly Shay (Miranda Cosgrove) vive com seu irmão mais velho Spencer Shay (Jerry Trainor) em um apartamento triplex no edifício Bushwell Plaza em Seattle, Washington. Durante uma audição para um show de talentos em sua escola, Carly e sua melhor amiga Sam Puckett (Jennette McCurdy) fazem coisas engraçadas, mas não percebem que são gravadas por Freddie Benson (Nathan Kress), que acidentalmente coloca o vídeo na Internet. O público adora a química das meninas e as brincadeiras, pedindo que a dupla grave mais vídeos, e assim nasce o iCarly. O programa tem a finalidade de apresentar coisas divertidas e temáticas, fazendo de Carly, Sam e Freddie celebridades da web. Ao longo da série o trio passa por diversas aventuras, criando amizades, inimizades e situações complicadas.

## Antecedentes
O elenco de iCarly já estava familiarizado com a mídia antes de participar da série, além de alguns terem trabalhado juntos em outros projetos. Cosgrove e Trainor participaram juntos em Drake & Josh. Cosgrove interpretava Megan Parker, e Trainor era antagonista, interpretando o Steve Louco. Cosgrove também já trabalhou de vários filmes, entre eles School of Rock e Here Comes Peter Cottontail. McCurdy, antes de entrar para o elenco, gravou os filmes Hollywood Homicide e The Last Day of Summer, além de participar de episódios de outros seriados americanos. Kress fez uma participação em The Suite Life of Zack & Cody, série original do Disney Channel, ao lado de Cole Sprouse e Dylan Sprouse, e Munck participou da dublagem do personagem "Xavier", da série do Disney Channel Phineas and Ferb, de acordo com os registros do Internet Movie Database.

## Produção

### Desenvolvimento

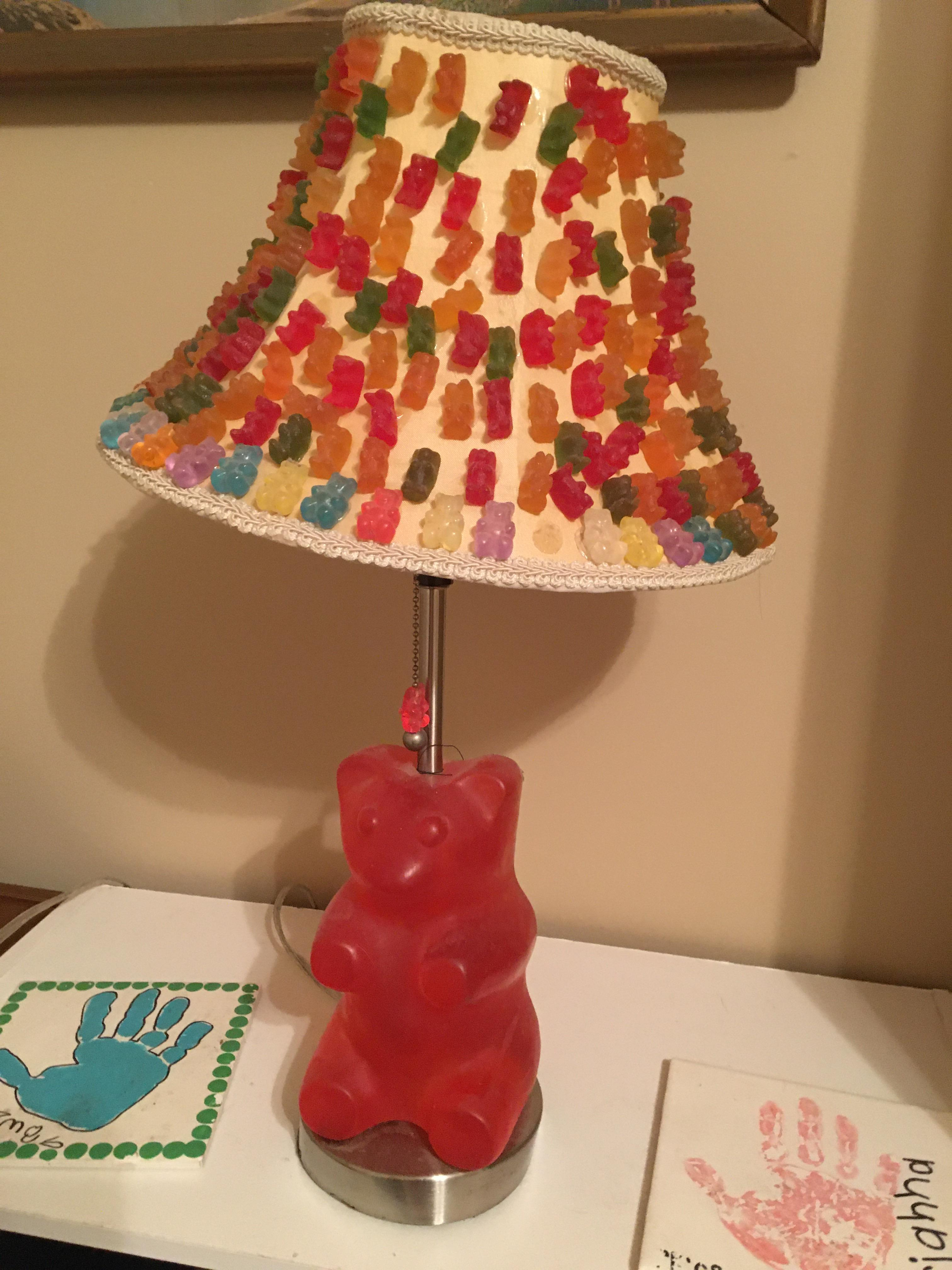
Uma lamparina de goma do conjunto de iCarly

iCarly é a quarta série de televisão criada por Dan Schneider para a Nickelodeon. Schneider originalmente desejava criar uma série estrelada por Miranda Cosgrove; a ideia é que ela fosse uma garota normal, e em uma reviravolta do destino, ela fizesse parte do elenco de seu programa favorito, Starstruck. No entanto, durante uma reunião informal com sua esposa e seu amigo Steve, Schneider decidiu que seria muito melhor se a garota tivesse seu próprio programa, um programa na web que ela poderia administrar a si mesma e fazer o que quisesse. Em novembro de 2006, Schneider desconsiderou seu roteiro de Starstruck e escreveu um novo piloto sob o título de iSam, que mais tarde passou a se chamar iCarly. As filmagens começaram em janeiro de 2007, no Nickelodeon on Sunset Studios em Hollywood, Califórnia.
Durante a produção de Zoey 101, Schneider teve a ideia do programa e seu nome com seu amigo e produtor de The Big Bang Theory, Steven Molaro. Ele estava tentando pensar em um bom título para a nova série sobre crianças que iniciam seu próprio programa na web. O script piloto seguiu uma garota como personagem principal chamada "Sam", mas a URL do iSam já foi usada. Schneider tentou o nome de outras garotas e comprou o URL para iJosie, mas acabou mudando para iCarly e gostou do nome do personagem principal. Os nomes das meninas principais foram mudados de Sam e Kira para Carly e Sam.
Miranda Cosgrove, Jennette McCurdy, Nathan Kress, Jerry Trainor e Noah Munck interpretam os papéis principais do seriado.
A música The Joke is on You, é tocada em iParty with Victorious, Victorious (3 Temporada nos episódios: Como a Trina entrou na Hollywood Arts? e O Encontro de Tori & Jade ). Em iCarly nos episódios: iGet Pranky´s e iGoodbye (quando Carlotta (Carly) (Miranda Cosgrove) acorda).

### Últimas temporadas
No final de janeiro de 2011, enquanto fazia divulgação para sua turnê norte-americana Dancing Crazy, Miranda Cosgrove começou a dizer às fontes de notícias que estava ansiosa para voltar a Hollywood para começar a filmar uma quinta temporada do iCarly. Em 27 de janeiro de 2011, Cosgrove disse ao Cleveland Live News "Estamos nos preparando para começar a próxima temporada, logo após a turnê. Eu estaria disposto a fazer o show contanto que as pessoas gostem e contanto que funcione. " Em 28 de janeiro de 2011, a agência de notícias Reuters também informou que a Cosgrove estava se preparando para começar a filmar uma quinta temporada do iCarly, e em 3 de fevereiro de 2011, Cosgrove disse ao Middletown Press, ao falar do programa e de seus colegas de elenco Jennette McCurdy e Nathan Kress : " Eu os conheço desde pequeno. Mal posso esperar para voltar." estou realmente confortável fazendo o iCarly . É como minha casa longe de casa. " Cosgrove concluiu sua turnê Dancing Crazy em 24 de fevereiro de 2011, e Jennette McCurdy terminou sua turnê do shopping Generation Love em 14 de abril de 2011. Todo o elenco nem se reuniu até o Kids 'Choice Awards de 2011. Cosgrove confirmou que as filmagens seriam retomadas em breve. No Kids 'Choice Awards de 2011, Jerry Trainor afirmou que as filmagens seriam retomadas em maio.
Em 14 de abril de 2011, a Nickelodeon anunciou oficialmente a quinta e última renovação da temporada de produção do iCarly para começar em 2012, com os episódios sendo exibidos no final daquele ano. Esses episódios iriam ao ar na sexta temporada do programa, devido à produção da segunda temporada de 45 episódios divididos em duas temporadas de transmissão. A terceira temporada de produção consistia originalmente em 26 episódios, conforme solicitado no início de 2010; no entanto, metade desse número foi filmado de maio a setembro de 2010, que foi ao ar como a quarta temporada do programa. Dan Schneider gravou a segunda metade de maio a julho de 2011, que se tornou uma produção totalmente nova da temporada que foi ao ar na quinta temporada da série no final daquele ano. No entanto, devido à saída de Miranda para uma turnê em 15 de julho de 2011, apenas onze episódios foram produzidos e os dois últimos foram retidos e produzidos durante as filmagens da temporada final do programa.
A temporada final começou em 24 de março de 2012, com um total de quinze episódios produzidos. No entanto, houve um hiato de quatro meses após seis episódios da temporada no ar de março a junho. "iShock America" foi promovido como o início da "temporada final" do iCarly, dividindo efetivamente a temporada em duas partes. Depois de seis temporadas no ar, o final da série foi promovido pela Nickelodeon. A série terminou em 23 de novembro de 2012 com o episódio " iGoodbye ".
O último episódio, "iGoodbye" foi visto por 6.4 milhões de telespectadores, tornando-se o décimo segundo episódio mais visto da série. O episódio "iSaved Your Life" da terceira temporada obteve um retorno de 12.4 milhões de telespectadores, tornando iCarly a série infanto-juvenil mais assistida do planeta.

### Revival
Em 9 de dezembro de 2020, foi anunciado que a Paramount+ estaria produzindo um revival da série, com Miranda Cosgrove, Nathan Kress e Jerry Trainor retornando e que Dan Schneider não estaria envolvido com a produção da série. Jay Kogen e Ali Schouten assinaram contrato para desenvolver a série. Em 25 de fevereiro de 2021, foi revelado que Kogen deixou o projeto devido a "diferenças criativas" com Cosgrove.
Após 3 temporadas, o revival foi cancelado em 4 de outubro de 2023. A informação foi confirmada pela atriz Laci Monsley, que interpretava Harper, em seu Twitter.

## Elenco e personagens
O elenco principal é composto por cinco personagens, sendo que quatro delas foram introduzidas no primeiro episódio e a outra na quarta temporada como principal, já tendo feito outras participações. Na primeira aparição, a professora de Carly Shay (Miranda Cosgrove), Ms. Briggs (Mindy Sterling) coloca ela para audicionar os concorrentes do show de talentos. Sam (Jennette McCurdy) vai ajudá-la e Freddie (Nathan Kress) filma a audição para postá-la na internet, e se torna um sucesso. Então eles decidem fazer um webshow semanal.
| Ator/Atriz       | Personagem                | Temporada  | Temporada  | Temporada  | Temporada  | Temporada  | Temporada  | Temporada  | Temporada  | Temporada  | Temporada  |
| Ator/Atriz       | Personagem                | Original   | Original   | Original   | Original   | Original   | Original   | Original   | Revival    | Revival    | Revival    |
| Ator/Atriz       | Personagem                | 1          | 2          | 3          | 4          | 5          | 6          | 7          | 1          | 2          | 3          |
| Principal        | Principal                 | Principal  | Principal  | Principal  | Principal  | Principal  | Principal  | Principal  | Principal  | Principal  | Principal  |
| ---------------- | ------------------------- | ---------- | ---------- | ---------- | ---------- | ---------- | ---------- | ---------- | ---------- | ---------- | ---------- |
| Miranda Cosgrove | Carly Shay                | Regular    | Regular    | Regular    | Regular    | Regular    | Regular    | Regular    | Regular    | Regular    | Regular    |
| Jennette McCurdy | Samantha Puckett "Sam"    | Regular    | Regular    | Regular    | Regular    | Regular    | Regular    | Regular    | -          | -          | -          |
| Nathan Kress     | Fredward Benson "Freddie" | Regular    | Regular    | Regular    | Regular    | Regular    | Regular    | Regular    | Regular    | Regular    | Regular    |
| Jerry Trainor    | Spencer Shay              | Regular    | Regular    | Regular    | Regular    | Regular    | Regular    | Regular    | Regular    | Regular    | Regular    |
| Noah Munck       | Gibby Gibson              | Recorrente | Recorrente | Recorrente | Regular    | Regular    | Regular    | Regular    | -          | -          | -          |
| Laci Mosley      | Harper Bettencourt        | -          | -          | -          | -          | -          | -          | -          | Regular    | Regular    | Regular    |
| Jaidyn Triplett  | Millicent Mitchell        | -          | -          | -          | -          | -          | -          | -          | Regular    | Regular    | Regular    |
| Recorrente       |                           |            |            |            |            |            |            |            |            |            |            |
| Mary Scheer      | Marisa Benson             | Recorrente | Recorrente | Recorrente | Recorrente | Recorrente | Recorrente | Recorrente | Recorrente | Recorrente | Recorrente |
| Tim Russ         | Principal Franklin        | Recorrente | Recorrente | Recorrente | Recorrente | Recorrente | Recorrente | Recorrente | Convidado  | -          | Convidado  |
| Jeremy Rowley    | Lewbert                   | Recorrente | Recorrente | Recorrente | Recorrente | Recorrente | Recorrente | Recorrente | -          | Convidado  | Convidado  |
| Reed Alexander   | Nevel Papperman           | Recorrente | Recorrente | -          | Convidado  | -          | Convidado  | -          | Convidado  | -          | Convidado  |
| Mindy Sterling   | Senhorita Briggs          | Recorrente | Recorrente | Recorrente | -          | -          | Convidada  | Convidada  | -          | -          | -          |
| David St. James  | Senhor Howard             | Recorrente | Recorrente | Recorrente | -          | -          | Convidado  | Convidado  | -          | -          | -          |
| BooG!e           | Costela                   | -          | -          | Recorrente | Recorrente | Recorrente | Recorrente | Recorrente | -          | -          | -          |
| Ethan Munck      | Guppy Gibson              | -          | -          | -          | Recorrente | Recorrente | Recorrente | -          | -          | Convidado  | -          |

### Personagens principais
- Carly Shay (Miranda Cosgrove)

A protagonista e apresentadora do "iCarly.com". Vive com seu irmão mais velho, Spencer Shay, num apartamento triplex em Seattle e é vizinha de Freddie Benson, que sentia atração por ela nas temporadas iniciais. Tem 13 anos de idade. Sua melhor amiga é Sam, co-apresentadora do webshow. Carly é bem divertida, simpática com todos, e tem um enorme senso de humor, porém se desespera fácil quando as coisas começam a dar errado e não saem como pretendia. Seu pai é um militar que trabalha para a Marinha Americana num submarino, por isso pouco se veem.
- Sam Puckett (Jennette McCurdy)

Sam Puckett é apresentadora do "iCarly.com" , é melhor amiga de Carly e também tem 13 anos. Sam vive implicando com Freddie, mas namoram no decorrer da série, se apaixonam mas logo em seguida terminam, e voltam a namorar posteriormente. É extrovertida, agressiva, odeia professores e regras, porém é leal e fiel aos amigos. Sam tem uma irmã gêmea, Melanie, que é o oposto de Sam em alguns aspectos. Sua mãe apareceu em um episódio após uma feroz briga entre as duas. O Q.I de Sam bate quase com o de Freddie.
- Freddie Benson (Nathan Kress)

Freddie é vizinho de Carly, por quem é apaixonado nas primeiras temporadas. Ele adora tecnologia e sabe tudo sobre aparelhos eletrônicos e computadores, o que faz com que seja nomeado de "nerd" por Sam, mas mesmo assim os dois acabam por namorar e se apaixonam, terminam logo em seguida e depois voltam a namorar. Sua mãe, Marissa, é uma mulher super-protetora, sendo odiada pelas garotas. A família Benson praticava esgrima, fazendo de Freddie e sua mãe profissionais no esporte. Re-aparece em Sam & Cat por causa de Cat e em Game Skakers como Nathan Kress.
- Spencer Shay (Jerry Trainor)

Irmão mais velho e tutor legal de Carly, vive com a garota em um apartamento triplex na cidade de Seattle, porque o pai dos irmãos é militar. Meião é seu melhor amigo e se conheceram no Canadá. Spencer é um escultor habilidoso e também um artista, tem muitas namoradas na série, inclusive a mãe de Gibby e Guppy, mas nenhum namoro duradouro. Foi ajudado por Sam a mentir num episódio, e também já descobriu que Sam tem uma leve queda por ele. Também já teve algumas brigas com Carly (por não deixá-la ir a uma luta de vale-tudo, por exemplo, e pela garota ter aulas num centro comunitário). Pode-se dizer que Spencer é um "seddie" pois em vários momentos da série deixa Sam e Freddie juntos de propósito.
- Gibby Gibson (Noah Munck)

Divertido, Gibby, é amigo de Carly, Sam e Freddie. Gosta de tirar a camisa e dançar sem ela sem motivo algum. Aparece muitas vezes no "iCarly" como convidado em alguns quadros do programa. Muitas vezes é perseguido por Sam na escola. Já cantou uma canção para Sam e Freddie, quando os dois namoravam.

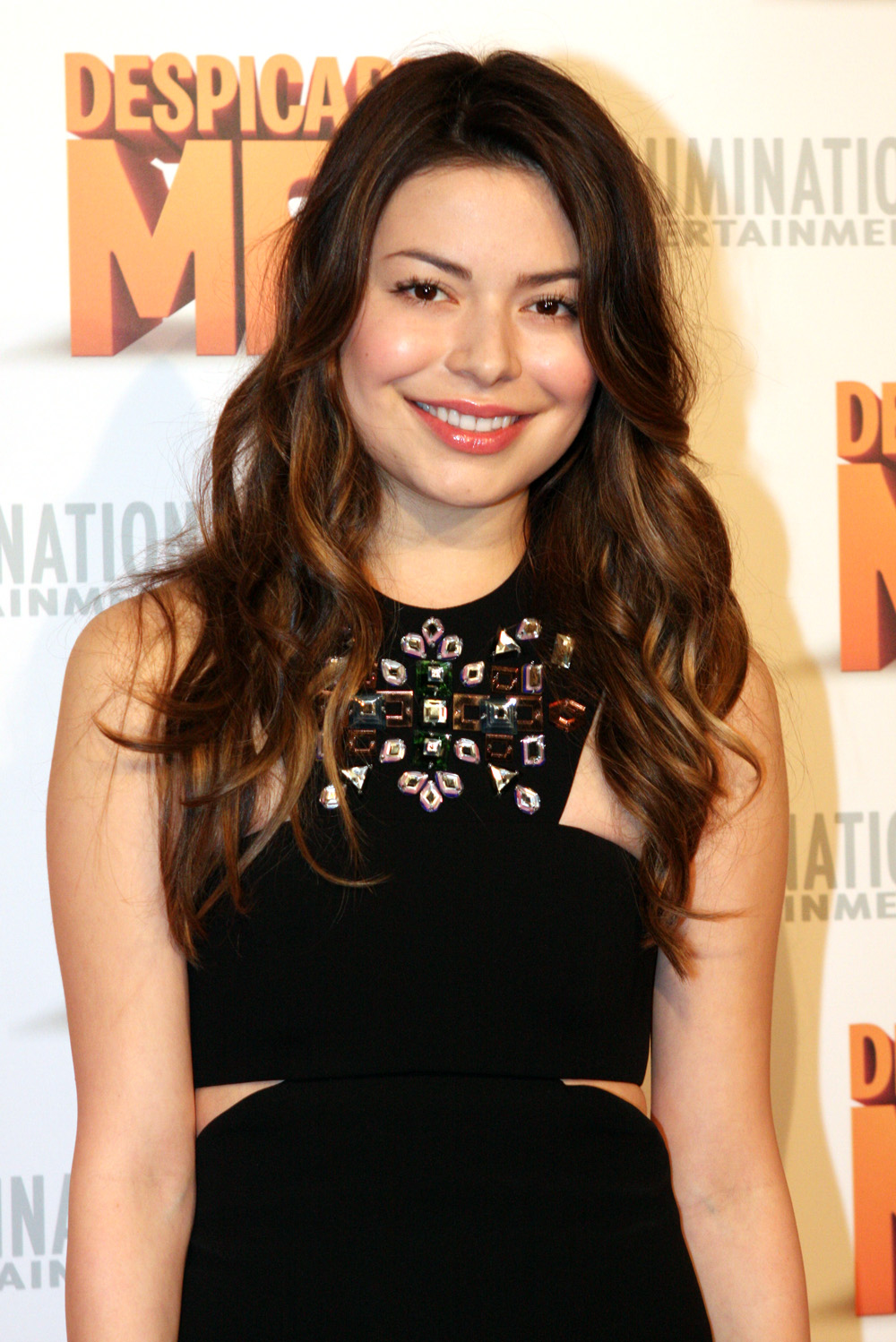
Miranda Cosgrove interpretou a doce Carly.
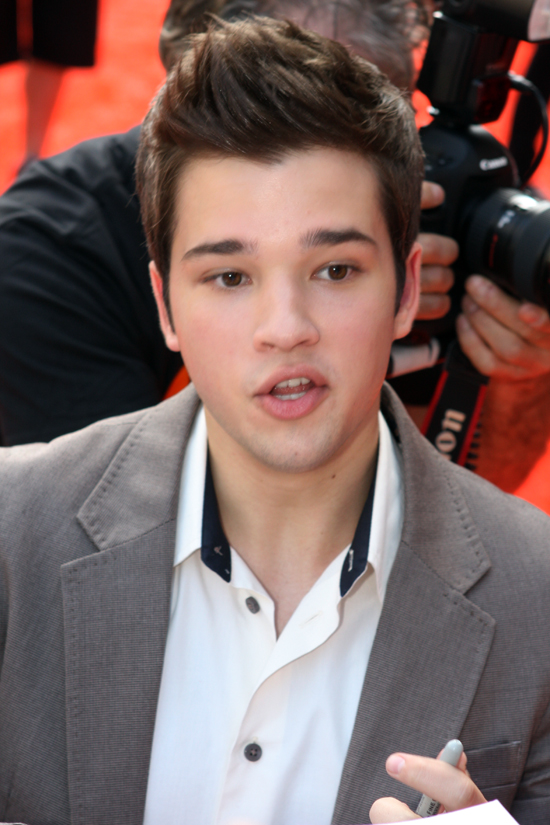
Nathan Kress como nerd sedutor Freddie.
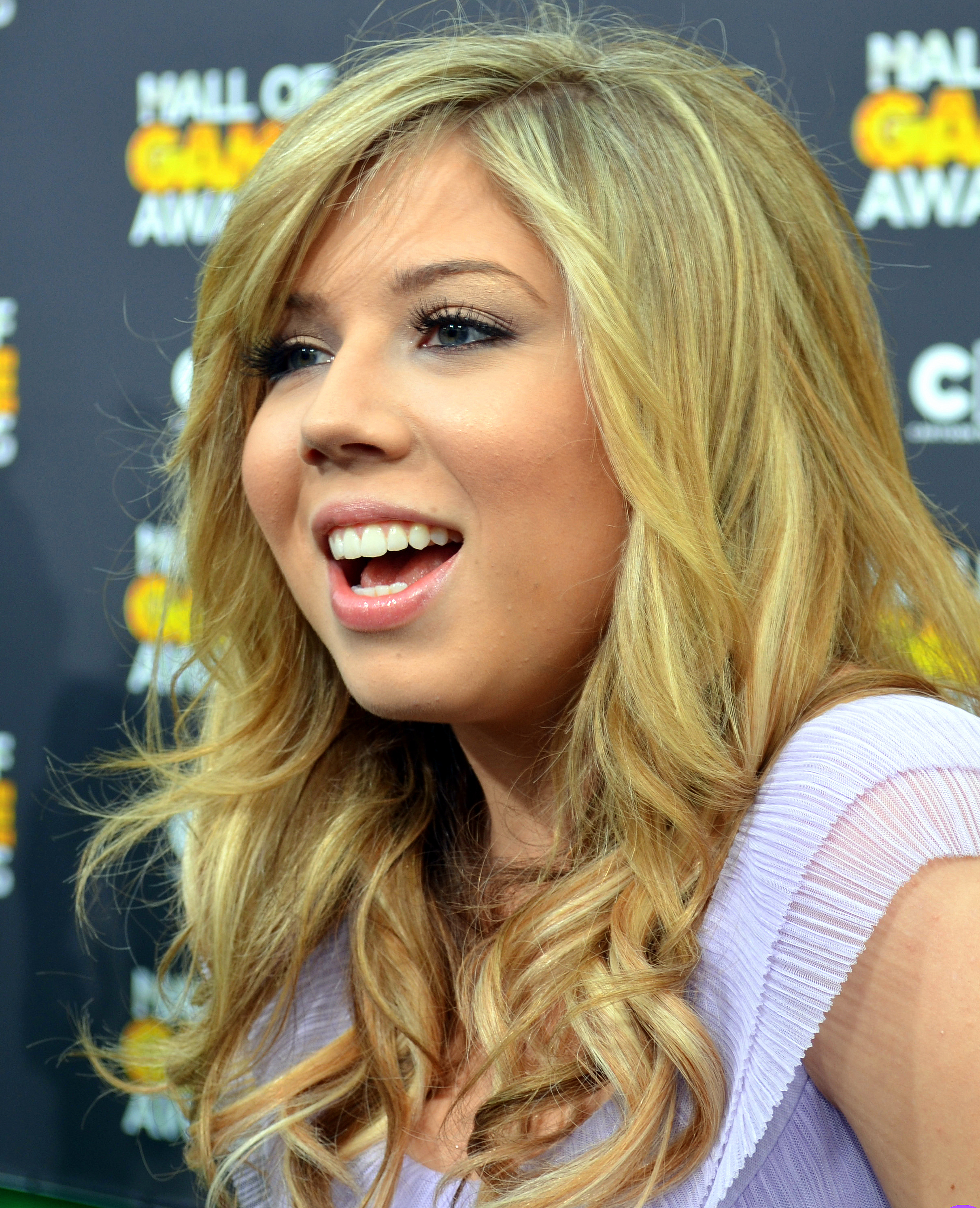
Jennette McCurdy como a agressiva cômica Sam e como Melanie (irmã gêmea de Sam)
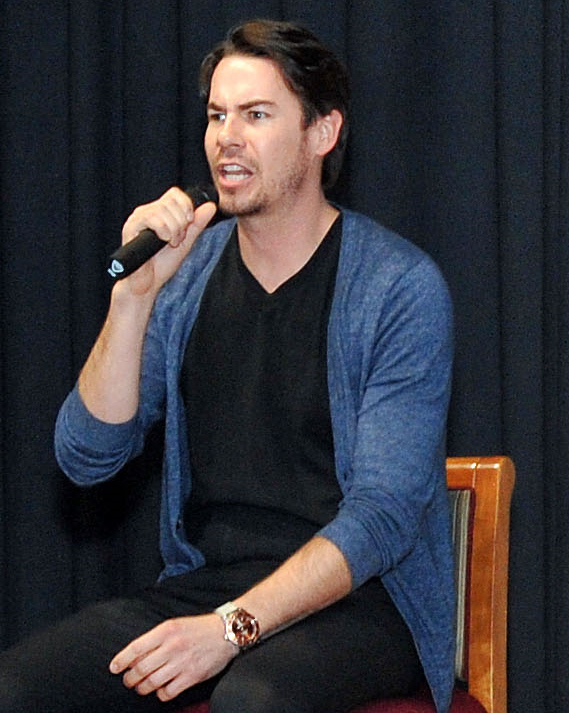
Jerry Trainor interpretou o sedutor brincalhão Spencer.
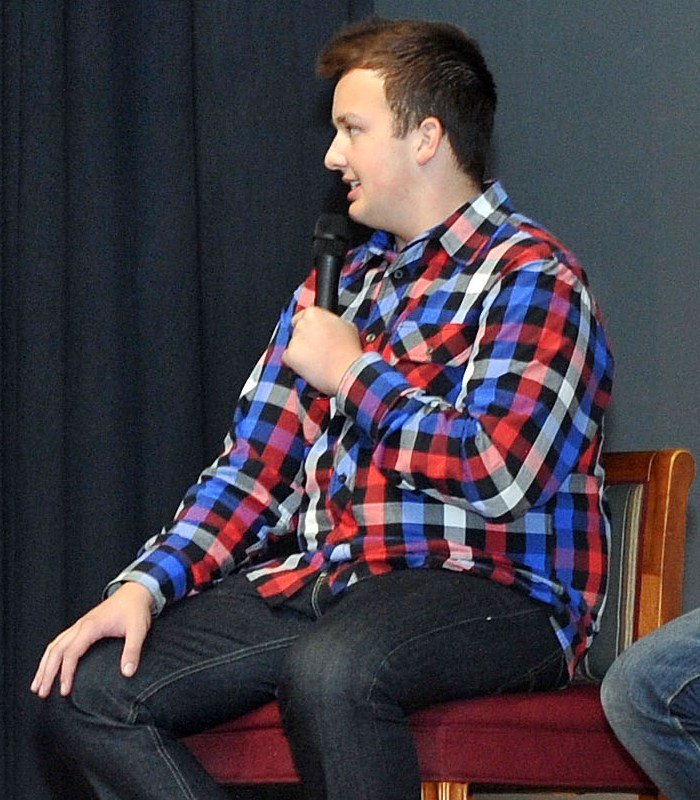
Noah Munck interpretou o cômico Gibby.

## Episódios
| Temporada | Temporada | Episódios | Exibição original      | Exibição original      | Linha de produção | Lançamento do DVD (por linha de produção)                                                     | Lançamento do DVD (por linha de produção) |
| Temporada | Temporada | Episódios | Estreia de temporada   | Final de temporada     | Linha de produção | Lançamento do DVD (por linha de produção)                                                     | Lançamento do DVD (por linha de produção) |
| --------- | --------- | --------- | ---------------------- | ---------------------- | ----------------- | --------------------------------------------------------------------------------------------- | ----------------------------------------- |
|           | 1         | 25        | 8 de setembro de 2007  | 25 de julho de 2008    | 1xx               | 23 de setembro de 2008 (Volume 1) 21 de abril de 2009 (Volume 2)                              |                                           |
|           | 2         | 25        | 27 de setembro de 2008 | 8 de agosto de 2009    | 2xx               | 18 de agosto de 2009 (Volume 1) 4 de janeiro de 2011 (Volume 2) 5 de abril de 2011 (Volume 3) |                                           |
|           | 3         | 20        | 12 de setembro de 2009 | 26 de junho de 2010    | 2xx               | 18 de agosto de 2009 (Volume 1) 4 de janeiro de 2011 (Volume 2) 5 de abril de 2011 (Volume 3) |                                           |
|           | 4         | 13        | 30 de julho de 2010    | 11 de junho de 2011    | 3xx               | 30 de agosto de 2011 (Completa)                                                               |                                           |
|           | 5         | 11        | 13 de agosto de 2011   | 21 de janeiro de 2012  | 4xx               | 10 de julho de 2012 (Completa)                                                                |                                           |
|           | 6         | 6         | 24 de março de 2012    | 9 de junho de 2012     | 5xx               | N/A                                                                                           |                                           |
|           | 7         | 9         | 6 de outubro de 2012   | 23 de novembro de 2012 | 5xx               | N/A                                                                                           |                                           |

### Episódios especiais
| Especial           | Título no Brasil        | Sinopse | Data de Estreia                         |
| ------------------ | ----------------------- | --- | --------------------------------------- |
| IDate a Bad Boy    | Meu Namoro Bad Boy      | Quando a motocicleta de Spencer é "roubada" por Griffin, seu novo vizinho que afirma que ele estava apenas "emprestando", Carly imediatamente o odeia por suas transgressões, enquanto Spencer lhe dá uma chance e descarta as acusações. Eventualmente, para desgosto de Carly, Spencer começa a orientar Griffin. No entanto, depois de conhecê-lo, Carly realmente se apaixona por Griffin e faz com ele apaixonadamente. Spencer entra neles e fica com raiva e a aterra até a faculdade. Eventualmente, Spencer percebe que ele estava sendo superprotetor e permite que eles voltem a namorar, desde que não levem o relacionamento muito longe. Enquanto eles estão namorando, no entanto, Carly descobre um grande segredo sobre Griffin que ela não gosta; ele coleciona "PeeWee Babies". Isso deixa Carly em conflito, e ela tem que decidir se deve continuar namorando com ele ou terminar o relacionamento. Enquanto isso, Freddie tenta construir um site para Sam depois de fazer um contrato com ela, e Sam experimenta pesadelos sobre um monstro comendo sua sopa, levando Spencer a ajudá-la a superar seu sonho através de um confronto. | 9 de maio de 2009 (Episódio Duplo)      |
| IFight Shelby Marx | Enfrentando Shelby Marx | Quando Carly desafia brincando o lutador campeão de artes marciais, Shelby Marx, durante um show na web, Shelby chega ao loft Shay junto com seu gerente, etc., para aceitar seu desafio. A ideia é do gerente e não é uma luta de verdade, mas uma luta de exibição destinada à diversão. No entanto, durante uma conferência de imprensa, Carly acidentalmente derruba a avó de Shelby durante uma briga falsa, que Shelby leva muito a sério, levando-a a decidir lutar de verdade. Mais tarde, Carly explica que tudo foi um acidente e que ela foi empurrada. Shelby aceita seu pedido de desculpas, eles fazem as pazes e a luta é uma partida de exibição mais uma vez. Enquanto isso, Spencer tem alergias e um médico lhe dá comprimidos para se livrar deles para sempre. No entanto, ele deve primeiro ser capaz de lidar com efeitos colaterais problemáticos por um determinado período de tempo. | 8 de agosto de 2009 (Episódio Duplo)    |
| IQuit iCarly       | Eu Desisto              | Depois que a equipe do iCarly concorda em ajudar os apresentadores da Web para o Fleck e Dave Show, eles fazem um vídeo para um concurso de vídeos do site. Fleck e Dave lutam, o que deixa sua amizade em risco devido a conflitos entre si. A equipe do iCarly tenta reuni-los como amigos, o que só leva a conflitos entre Carly e Sam quando a comparação entre os conflitos de Fleck e Dave eventualmente os interrompe, até o ponto em que o programa da web é exibido. perigo. Enquanto isso, Spencer fica determinado a ganhar um barco por meio de um concurso televisionado, no qual um competidor deve ser capaz de responder às perguntas mais temáticas sobre o barco e enviá-las, e Spencer finalmente vence. Gibby o acompanha na tentativa de encontrar estacionamento para o barco, apenas para encontrar um acidente com o espaço de outra pessoa e perder o barco pela força do time de beisebol da pessoa. | 5 de dezembro de 2009 (Episódio Duplo)  |
| IPsycho            | Uma Louca Aventura      | A equipe do iCarly está se preparando para o Webicon quando se depara com um e-mail de vídeo do iCarly de uma garota chamada Nora Dirshlitt. Ela tem uma vida um tanto triste e convida a equipe do iCarly para sua próxima festa de aniversário. Sentindo simpatia, a equipe divide seu tempo para fazer uma viagem a Webicon para participar da festa de aniversário de Nora. O palhaço da festa sofre um aneurisma e é imediatamente hospitalizado, sem garantia de sobrevivência, deixando Nora muito triste. Sentindo muito pena de Nora, a gangue decide fazer um programa na web para convencer os colegas de Nora na escola de que a equipe está realmente na festa dela. Após a festa, Nora decide tirar proveito da equipe e trancá-los em um estúdio no porão, esperando que isso aumente sua popularidade e a ajude a ganhar mais amigos, deixando Carly, Sam e Freddie em uma situação complicada - da qual eles devem escapar. | 4 de junho de 2010 (Episódio Duplo)     |
| IStart a Fan War   | A Guerra dos Fãs        | A equipe do iCarly mais uma vez dirige-se a Webicon para um painel, enquanto Carly tem uma queda por um cara chamado Adam na Ridgeway High School. Enquanto Carly conversa com Adam por meio de bate-papo por vídeo, Adam menciona que os fãs criam fóruns e discutem se Freddie deveria estar com Carly ou Sam. Os fãs se chamam "Creddies" e "Seddies". Durante o painel na Webicon, Sam começa uma guerra de fãs entre Creddies e Seddies, que fica fora de controle. Isso não apenas torna as coisas ruins no painel, mas também as coisas para a conexão de Carly e Adam. Enquanto isso, Spencer os acompanha no Webicon vestido como Aruthor de "World of Warlords" para ganhar um concurso de fantasias, apenas para encontrar um homem vestido como o inimigo mortal de Aruthor, Aspartamay. | 19 de novembro de 2010 (Episódio Duplo) |
| IStill Psycho      | Mais Uma Louca Aventura | Nora é libertada da prisão e está dando uma festa em casa. A turma do iCarly corre para o tribunal para tentar manter Nora atrás das grades a qualquer custo, mas falha. O trio do iCarly, mais Spencer e Gibby vão à festa, mas desta vez Nora e o resto da família estão presos. Freddie encontra uma maneira de entrar em contato com sua mãe, mas ela será capaz de salvar o dia? | 31 de dezembro de 2011 (Episódio Duplo) |
| IShock America     | Chocando o Mundo        | Jimmy Fallon convida a turma para Nova York depois que Carly dedica um webshow para ele parodiando suas famosas esquetes. Gibby comprou calças de rua e causou alguns problemas durante o show. Enquanto a turma começa a dançar, as calças de rua de Gibby caem e ele não está usando calcinha, fazendo com que o NCC apareça. As pessoas começam a culpar Jimmy pelo incidente, dizendo que ele deliberadamente queria que as calças de Gibby caíssem. Carly e suas amigas fazem um episódio do iCarly dizendo que a culpa foi deles e não do Jimmy. Eles precisam pagar US $ 500.000 ou o NCC encerrará o iCarly. Então, os blogs do Jimmy pedem aos Estados Unidos as trocas extras para ajudar a gangue do iCarly a receber US $ 500.000. Jimmy levou a turma do iCarly aos estúdios e os fãs conseguiram mais de US $ 500.000. | 6 de outubro de 2012 (Episódio Duplo)   |
| IGoodbye           | O Adeus                 | Carly espera que o pai, coronel Shay, chegue a Seattle para acompanhá-la à dança da Força Aérea de pai e filha, apenas para receber seu e-mail dizendo que ele não será capaz de fazê-lo. Para confortá-la, Spencer pede para acompanhá-la ao baile, e ela aceita. Enquanto isso, antes da dança, ele tenta consertar uma motocicleta para o primo de Socko, Ryder. Sam imediatamente se maravilha com o veículo e se oferece para ajudar Spencer a consertá-lo. Pouco depois disso, no entanto, Spencer fica doente de ser espirrado por Lewbert, o porteiro do prédio, e é incapaz de levar sua irmã ao baile. Enquanto isso, Freddie e Gibby estão no shopping para criar uma réplica da cabeça deste, depois de perder sua cópia original em uma loja de penhores em Las Vegas. Eles são informados por Sam por telefone de Spencer. s doença e oferta para escoltar Carly para a dança, para a qual ela chora como um sinal de rejeitar a oferta. O coronel Shay chega à casa de Carly, para sua surpresa repentina e agradável, e a acompanha até o baile. Ao retornar, o coronel Shay informa a todos que ele deve retornar à sua base na Itália e a convida para viajar com ele. Apesar de sua relutância inicial, Carly aceita a oferta e a gangue transmite seu último webcast do iCarly junto com o coronel Shay presente. Sam recebe a moto de Spencer depois que Socko muda de ideia sobre entregá-la ao primo. Carly e Freddie se beijam pela última vez no estúdio iCarly, antes de partir. Em um avião, Carly é vista vendo uma montagem de webcasts arquivados do iCarly enquanto ela e seu pai estão indo para a Itália. Este é o episódio final da série iCarly. | 23 de novembro de 2012 (Episódio Duplo) |

## Filme
Em 8 de novembro de 2008, o IGo to Japan, o filme da serie iCarly, estreou na Nickelodeon. Também foi transmitido dividido em três partes na segunda temporada, que servem como o primeiro filme da série. O filme de televisão é estrelado por Miranda Cosgrove , Jennette McCurdy, Nathan Kress e Jerry Trainor. O filme foi dirigido por Steve Hoefer. A produção do filme começou em no início março de 2008 e durou cerca de 4 a 5 semanas. Na história, depois que a equipe do iCarly é indicada para "Melhor categoria de comédia", Carly, Sam, Freddie, Spencer e Sra. Benson voam para o Japão para assistir ao show do iWeb Awards. No entanto, sua viagem logo se transforma em uma aventura com muitas reviravoltas depois de se encontrar com os anfitriões concorrentes da webshow Kyoko e Yuki.

## Crossover
| Especial               | Título no Brasil             | Sinopse | Data de Estreia                       |
| ---------------------- | ---------------------------- | --- | ------------------------------------- |
| IParty with Victorious | Festa com Brilhante Victória | Carly está mais feliz do que nunca, pois agora está em um relacionamento estável com um garoto chamado Steven, no qual nada dá errado. Ele divide seu tempo entre seus pais divorciados em Seattle e Los Angeles . Desconhecido pela turma do iCarly, Steven vai para Los Angeles, onde é revelado que ele está namorando outra garota chamada Tori Vega (de Victorious) ao mesmo tempo. No entanto, Robbie Shapiro (também de Victorious) publica uma foto no TheSlap.com de Steven e Tori juntos. Sam imediatamente suspeita que ele está namorando outra garota, levando a equipe do iCarly a ir para Los Angeles em uma aventura para esclarecer as coisas depois de ver um convite on-line aberto de Rex (de Victorious) para uma festa de Andre Harris (de Victorious) graças a Kenan Thompson, onde a turma se reúne com a turma Victorious. | 11 de junho de 2011 (Episódio Triplo) |

## Divulgação e filmagem
A série e seus episódios são divulgados com chamadas. iCarly também foi divulgada com a liberação da canção de "Leave It All to Me" na iTunes Store. A faixa é interpretada por Miranda Cosgrove e Drake Bell e é a abertura do sitcom. Durante as primeiras temporadas sua filmagem decorreu nos Nickelodeon on Sunset Studios, em Hollywood, Califórnia. A partir da quinta temporada, a série começou a ser gravada no KTLA Studios. A série estreou na Nickelodeon americana em 8 de setembro de 2007, com o episódio iPilot.

## Mídias

### Trilha sonora
A Columbia Records, em parceria com a Nickelodeon Records, lançou a trilha sonora de iCarly em 10 de junho de 2008. A trilha contém faixas gravadas por outros artistas, entre eles Avril Lavigne e The Naked Brothers Band. No último ano da série, foi lançada o volume dois da trilha sonora sob o nome de ISoundtrack II.

### Site na Internet
O site do iCarly.com, quando acessado fora do programa, continha muitos vídeos promocionais do elenco (como seus respectivos personagens), além de conteúdo criado e enviado pelos telespectadores. Outros recursos do site incluem blogs de personagens, fotos do set, músicas, jogos e comentários dos telespectadores. Muitos sites fictícios deste programa foram redirecionados para esta página. Por exemplo, zaplook.com, splashface.com, ToonJuice, craigsmix.com, nevelocity.com, GirlyCow.com, WebFlicks.com, RadioDingo.com, PillowMyHead.com, AggressiveParenting.com, SamPuckett.com, TheValerieShow.com, SendMeaSack .com, Beavecoon.org, NeverWatchiCarly.com, iSnarly.com, SprayYourChildren.com, WhatsWrongWithMyBody.com e qualquer outro site mencionado no programa redirecionado para essa página. O icarly.com agora apenas redireciona para a página de informações do nick.com iCarly.

### Videogames
Um jogo animado de objetos escondidos para PC, iCarly: iDream in Toons, foi lançado pela Nickelodeon em seu Nick Arcade. Jerry Trainor é o único ator do elenco que empresta sua voz ao jogo, sendo o restante do discurso dos personagens dublado com sons de digitação em um teclado.
Em 13 de maio de 2009, a Nickelodeon anunciou que havia conseguido um acordo com a Activision para produzir um videogame iCarly para o Nintendo DS e o Wii. O jogo foi lançado em 28 de outubro de 2009. O elenco emprestou suas vozes no videogame. Uma sequência, iCarly 2: iJoin the Click! , foi lançado em 16 de novembro de 2010 para as mesmas plataformas.
Em 11 de janeiro de 2010, a página oficial do iCarly no Facebook anunciou o lançamento de um aplicativo chamado "Sam's Remote" exclusivamente para IPhone e IPod touch. Este aplicativo consiste no controle remoto de Sam, que ela usa em transmissões ao vivo do iCarly no show, onde se aperta botões diferentes e produzem efeitos sonoros tolos. Disponível na ITunes Store por US $ 1,99 para download.

### Lançamentos em DVD
| Título do DVD                                                 | Lançamento                                   | Discos | Episódios | Extras |
| ------------------------------------------------------------- | -------------------------------------------- | ------ | --- | --- |
| iCarly: Season 1, Vol. 1 (Temporada 1, Volume 1)              | 23 de setembro de 2008 20 de outubro de 2009 | 2      | 1–2, 16, 3-12 | "Leave It All to Me" music vídeo; Making of of the music vídeo "Leave It All to Me"; Behind-the-Scenes Extras. Bastidores; Video clipe "Leave It All to Me"; Making of do vídeo clipe "Leave It All to Me". |
| iCarly: Season 1, Vol. 2                                      | 21 de abril de 2009                          | 2      | 13–15, 17–25 | Behind the Slime with the cast of iCarly; Behind-the-Scenes Extras; Special bonus: Pilot Episode of True Jackson, VP                                                                                        |
| iCarly: Season 2, Vol. 1                                      | 18 de agosto de 2009                         | 2      | 26–38 | Featurette for The Making of "iGo to Japan"; Behind-the-Scenes Extras |
| iCarly: iFight Shelby Marx (Enfrentando Shelby Marx)          | 30 de março de 2010 20 de agosto de 2012     | 1      | "Enfrentando Shelby Marx", "Meu Namorado Bad Boy", "Sósias", "Prêmio iCarly"                                                             | Behind-the-Scenes Extras; Pilot Episode of Big Time Rush. Conheça o Lewbert; Victorious: Brilhante Victória - Episódio Piloto.                                                                              |
| iCarly: iGo To Japan (iCarly No Japão)                        | 1 de abril de 2010 28 de outubro de 2010     | 1      | "iCarly No Japão" | Bonus: iCarly Saves TV; Special feature: The Making of iGo to Japan. Episódio Extra: O Programa de TV; Extra: Making Of.                                                                                    |
| iCarly: iSaved Your Life (Salvei Sua Vida)                    | 8 de julho de 2010 17 de maio de 2011        | 1      | "Salvei Sua Vida", "Eu Desisto", "Acho Que Eles se Beijaram!", "As Gêmeas", "Saindo de Casa"                                             | Behind-the-Scenes Extras. Sem extras. |
| iCarly: iSpace Out (A Viagem Espacial)                        | 31 de agosto de 2010 16 de fevereiro de 2012 | 1      | "Espaço Sideral", "Eu Era Competidora", "Gibby Irritado", "O Retorno da Diva", "Não Vou Cancelar o Programa", "Eu Acredito no Pé Grande" | "iSpace Out" trivia; Bonus episode of Victorious. "A Viagem Espacial" com curiosidades; um episódio de Big Time Rush: "Reforma Geral".                                                                      |
| iCarly: Season 2, Vol. 2                                      | 4 de janeiro de 2011                         | 2      | 39–52 | Behind-the-Scenes Extras |
| iCarly: Season 2, Vol. 3                                      | 5 de abril de 2011                           | 3      | 53–70 | Pilot episode of T.U.F.F. Puppy (featuring the voice of Jerry Trainor as Duddley Puppy); Shorts |
| The I <3 iCarly Collection                                    | 19 de julho de 2011                          | 3      | Contidos em iFight Shelby Marx, iSaved Your Life e iSpace Out                                                                            | Sem extras |
| iCarly: The Complete 3rd Season                               | 30 de agosto de 2011                         | 2      | 71, 75, 74, 73, 72, 79, 78, 76-77, 80-83                                                                                                 | Carly's Hot New Room Tour; Meet Sam's Mom; Archenemies |
| iCarly: iParty with Victorious (Festa com Brilhante Victória) | 25 de abril de 2011 5 de julho de 2012}}     | 1      | "Festa com Brilhante Victória", "Tenho Um Quarto Novamente!", "Eu Vou", "Vendo Penny Tees"                                               | Nickelodeon Exclusive Bonus Episode. Victorious: Brilhante Victória - Episódio: Luta Encenada. |
| iCarly: The Complete 4th Season                               | 10 de julho de 2012                          | 2      | 85, 84, 86-88, 94, 90-91, 89, 93, 92 | 5 Bonus How to Rock episodes |
| iCarly: iStart a Fan War                                      | 5 de julho de 2012                           | 1      | "A Guerra dos Fãs", "Pegadinhas!", "Virei Mãe de Sam", "Pena do Nevel", "Contratei Um Idiota"                                            | Big Time Rush Bonus Episode |
| iCarly: iLove You (Eu Te Amo)                                 | 3 de janeiro de 2013 22 de janeiro de 2013   | 1      | "O Namoro de Sam e Freddie", "Perdi a Cabeça", "Não Aguento Mais", "Eu Te Amo", "QI", "Conhecendo a Primeira Dama", "Globos Oculares"    | Nickelodeon Exclusive Bonus Episode. Victorious: Brilhante Victória - Episódio: Paixão pela Jade. |
| iCarly: iGo One Direction (One Direction)                     | 28 de maio de 2013 2 de outubro de 2013      | 1      | "One Direction", "O Restaurante", "O Dia da Mentira", "A Loja", "A Meio Caminho do Halloween", "A Batalha dos Irmãos", "A Expulsão"      | Victorious: Brilhante Victória - Episódio: Sorvetes por Ke$ha. Nickelodeon Exclusive Bonus Episode. |
| iCarly: iGoodbye (O Adeus)                                    | 5 de setembro de 2013                        | 1      | "Chocando o Mundo", "Os Amigos do Spencer", "Pega Ladrão!", "O Adeus"                                                                    | Victorious: Brilhante Victória - Episódio: A Turma do Café da Manhã |
| Coleção iCarly: Eu Te Amo + One Direction + O Adeus           | 5 de setembro de 2013}}                      | 3      | Contidos em Eu Te Amo, One Direction e O Adeus                                                                                           | Sem extras |

## Recepção

### Crítica
iCarly recebeu críticas mistas dos críticos. Carey Bryson do About.com, deu ao show 2 estrelas e meia, concluindo "elementos cômicos do show não são todos irreverentes, porém, existem algumas histórias inteligentes e até mesmo alguns momentos tocantes. No geral, o show tem alguma grande comédia, histórias interessantes e atores divertidos".
O show foi classificado com 3 estrelas por Emily Ashby do Common Sense Media, que elogiou: "o programa não foi projetado para ser educacional, por si só, mas os jovens telespectadores aprenderão um pouco sobre como interagir com a mídia."

### Controvérsias
Algumas cenas de duplo sentido da série começaram a repercutir nas redes sociais, especialmente após a demissão de Dan Schneider da Nickelodeon em 2018, com boa parte delas sendo sugestivas a podolatria, que é um fetiche por pés. Trechos das cenas controversas chegaram a ser exibidas na série documental Quiet on Set: The Dark Side of Kids TV de 2024, junto com outros cortes dos seriados Zoey 101, Victorious e Sam & Cat.
Além disso, Jennette McCurdy em seu livro I'm Glad My Mom Died revelou que foi vítima de abuso sexual e assédio nos sets da série, além de ser incentivada a comer exaustivamente, fazendo-a desenvolver uma anorexia nervosa. Ela também destaca na obra que a Nickelodeon ofereceu US$ 300 mil por seu silêncio.

## Prêmios e indicações
| Ano  | Prêmio                               | Categoria                                                                 | Recebido por                                   | Resultado | Ref.   |
| ---- | ------------------------------------ | ------------------------------------------------------------------------- | ---------------------------------------------- | --------- | ------ |
| 2008 | Nickelodeon Kids' Choice Awards      | Favorite Kids TV Show                                                     | iCarly                                         | Indicado  | [ 73 ] |
| 2008 | Young Artist Award                   | Best Performance in a TV Series Leading Young Actress                     | Miranda Cosgrove                               | Indicado  | [ 74 ] |
| 2008 | Young Artist Award                   | Best Performance in a TV Series Supporting Young Actor                    | Nathan Kress                                   | Indicado  | [ 74 ] |
| 2008 | Young Artist Award                   | Best Performance in a TV Series Supporting Young Actress                  | Jennette McCurdy                               | Indicado  | [ 74 ] |
| 2009 | 2009 Kids' Choice Awards             | Favorite Kids TV Show                                                     | iCarly                                         | Venceu    | [ 75 ] |
| 2009 | 2009 Kids' Choice Awards             | Favorite TV Actress                                                       | Miranda Cosgrove                               | Indicado  | [ 76 ] |
| 2009 | Primetime Emmy Award                 | Outstanding Children's Program                                            | iCarly                                         | Indicado  | [ 77 ] |
| 2009 | Teen Choice Award                    | Choice TV Actor: Comedy                                                   | Jerry Trainor                                  | Indicado  | [ 78 ] |
| 2009 | Teen Choice Award                    | Choice TV Actress: Comedy                                                 | Miranda Cosgrove                               | Indicado  | [ 78 ] |
| 2009 | Teen Choice Award                    | Choice TV Show: Comedy                                                    | iCarly                                         | Indicado  | [ 78 ] |
| 2009 | Teen Choice Award                    | Choice TV Sidekick                                                        | Jennette McCurdy                               | Indicado  | [ 78 ] |
| 2009 | Young Artist Award                   | Best Performance in a TV Series Leading Young Actor                       | Nathan Kress                                   | Indicado  | [ 79 ] |
| 2009 | Young Artist Award                   | Best Performance in a TV Series Leading Young Actress                     | Miranda Cosgrove                               | Venceu    | [ 79 ] |
| 2009 | Young Artist Award                   | Best Performance in a TV Series Supporting Young Actress                  | Jennette McCurdy                               | Indicado  | [ 79 ] |
| 2009 | Young Artist Award                   | Outstanding Young Performers in a TV Series                               | Miranda Cosgrove Nathan Kress Jennette McCurdy | Indicado  | [ 79 ] |
| 2009 | Meus Prêmios Nick                    | Programa de TV Favorito                                                   | iCarly                                         | Indicado  |        |
| 2010 | 2010 Kids' Choice Awards             | Favorite Kids TV Show                                                     | iCarly                                         | Venceu    | [ 80 ] |
| 2010 | 2010 Kids' Choice Awards             | Favorite TV Actress                                                       | Miranda Cosgrove                               | Indicado  | [ 81 ] |
| 2010 | Primetime Emmy Award                 | Outstanding Children's Program                                            | iCarly                                         | Indicado  | [ 82 ] |
| 2010 | Teen Choice Award                    | Choice TV Actress: Comedy                                                 | Miranda Cosgrove                               | Indicado  | [ 83 ] |
| 2010 | Television Critics Association Award | Outstanding Achievement in Youth Programming                              | iCarly                                         | Indicado  | [ 84 ] |
| 2010 | Young Artist Award                   | Best Performance in a TV Series Leading Young Actress                     | Miranda Cosgrove                               | Indicado  | [ 85 ] |
| 2010 | Young Artist Award                   | Best Performance in a TV Series Supporting Young Actor                    | Nathan Kress                                   | Indicado  | [ 85 ] |
| 2010 | Young Artist Award                   | Best Performance in a TV Series Guest Starring Young Actor 13 and Under   | Joey Luthman                                   | Indicado  | [ 85 ] |
| 2010 | Young Artist Award                   | Outstanding Young Performers in a TV Series                               | Miranda Cosgrove Nathan Kress Jennette McCurdy | Indicado  | [ 85 ] |
| 2010 | Meus Prêmios Nick                    | Programa de TV Favorito                                                   | iCarly                                         | Venceu    |        |
| 2010 | Meus Prêmios Nick                    | Artista Internacional Favorito                                            | Miranda Cosgrove                               | Indicado  |        |
| 2011 | 2011 Kids' Choice Awards             | Favorite TV Show                                                          | iCarly                                         | Venceu    | [ 86 ] |
| 2011 | 2011 Kids' Choice Awards             | Favorite TV Actress                                                       | Miranda Cosgrove                               | Indicado  | [ 86 ] |
| 2011 | 2011 Kids' Choice Awards             | Favorite TV Sidekick                                                      | Jennette McCurdy                               | Venceu    | [ 86 ] |
| 2011 | 2011 Kids' Choice Awards             | Favorite TV Sidekick                                                      | Noah Munck                                     | Indicado  | [ 86 ] |
| 2011 | Young Artist Award                   | Best Performance in a TV Series Leading Young Actress                     | Miranda Cosgrove                               | Indicado  | [ 87 ] |
| 2011 | Young Artist Award                   | Best Performance in a TV Series Guest Starring Young Actress 10 and under | Ashley Switzer                                 | Indicado  | [ 87 ] |
| 2011 | Primetime Emmy Award                 | Outstanding Children’s Program                                            | iGot a Hot Room                                | Indicado  |        |
| 2011 | J-14 Teen Icon Awards                | Iconic TV Show                                                            | iCarly                                         | Indicado  | [ 88 ] |
| 2011 | Meus Prêmios Nick                    | Personagem mais Engraçado                                                 | Sam (iCarly)                                   | Venceu    |        |
| 2011 | Meus Prêmios Nick                    | Programa de TV Favorito                                                   | iCarly                                         | Indicado  |        |
| 2012 | 2012 Kids' Choice Awards             | Favorite TV Show                                                          | iCarly                                         | Indicado  | [ 86 ] |
| 2012 | 2012 Kids' Choice Awards             | Favorite TV Actress                                                       | Miranda Cosgrove                               | Indicado  | [ 86 ] |
| 2012 | 2012 Kids' Choice Awards             | Favorite TV Sidekick                                                      | Jennette McCurdy                               | Venceu    | [ 86 ] |
| 2012 | 2012 Kids' Choice Awards             | Favorite TV Sidekick                                                      | Jerry Trainor                                  | Indicado  | [ 86 ] |
| 2012 | 2012 Kids' Choice Awards             | Favorite TV Sidekick                                                      | Nathan Kress                                   | Indicado  | [ 86 ] |
| 2012 | Kids Choice Awards México            | Programa Internacional Favorito                                           | iCarly                                         | Venceu    | [ 89 ] |
| 2012 | Creative Arts Emmy Awards            | Programa de TV Infantil                                                   | iCarly                                         | Indicado  | [ 90 ] |
| 2012 | Meus Prêmios Nick                    | Programa de TV Favorito                                                   | iCarly                                         | Indicado  | [ 91 ] |
| 2012 | Kids Choice Awards Argentina         | Programa de TV Internacional                                              | iCarly                                         | Indicado  | [ 92 ] |
| 2012 | Primetime Emmy Award                 | Children’s Program                                                        | iCarly                                         | Indicado  | [ 93 ] |
| 2013 | Nickelodeon Kids' Choice Awards      | Show de TV Favorito                                                       | iCarly                                         | Indicado  |        |
| 2013 | Nickelodeon Kids' Choice Awards      | Atriz de TV Favorita                                                      | Miranda Cosgrove                               | Indicado  |        |
| 2013 | Nickelodeon Kids' Choice Awards      | Vilão Favorito                                                            | Reed Alexander                                 | Indicado  |        |
| 2017 | Meus Prêmios Nick                    | Nick Retrô / 20 Anos De Nick                                              | iCarly                                         | Venceu    |        |

## Spin-Off
A Nickelodeon anunciou, em agosto de 2012, um spin-off para a série: Sam & Cat. A notícia foi comentada nas redes sociais do mundo inteiro. Sam & Cat, que mostra as personagens Sam (de iCarly) e Cat (de Victorious) trabalhando como babás, está sendo gravada desde janeiro de 2013 e estreou em junho do mesmo ano com 4,2 milhões de telespectadores, tendo sua primeira temporada duplicada para 40 episódios.